# Ла-Нёвиль-ан-Турн-а-Фюи
Ла-Нёви́ль-ан-Турн-а-Фюи́ (фр. La Neuville-en-Tourne-à-Fuy) — коммуна во Франции, находится в регионе Шампань — Арденны. Департамент коммуны — Арденны. Входит в состав кантона Жюнивиль. Округ коммуны — Ретель.
Код INSEE коммуны — 08320.
Коммуна расположена приблизительно в 160 км к востоку от Парижа, в 45 км севернее Шалон-ан-Шампани, в 55 км к юго-западу от Шарлевиль-Мезьера.

## Население
Население коммуны на 2008 год составляло 469 человек.
| 1962 | 1968 | 1975 | 1982 | 1990 | 1999 | 2006 | 2008 |
| ---- | ---- | ---- | ---- | ---- | ---- | ---- | ---- |
| 459  | 472  | 414  | 386  | 389  | 362  | 430  | 469  |

## Экономика
В 2007 году среди 252 человек в трудоспособном возрасте (15—64 лет) 182 были экономически активными, 70 — неактивными (показатель активности — 72,2 %, в 1999 году было 65,3 %). Из 182 активных работали 173 человека (98 мужчин и 75 женщин), безработных было 9 (6 мужчин и 3 женщины). Среди 70 неактивных 15 человек были учениками или студентами, 31 — пенсионерами, 24 были неактивными по другим причинам.

## Фотогалерея
- Церковь
- Карта коммуны